# Obsługa (wojsko)

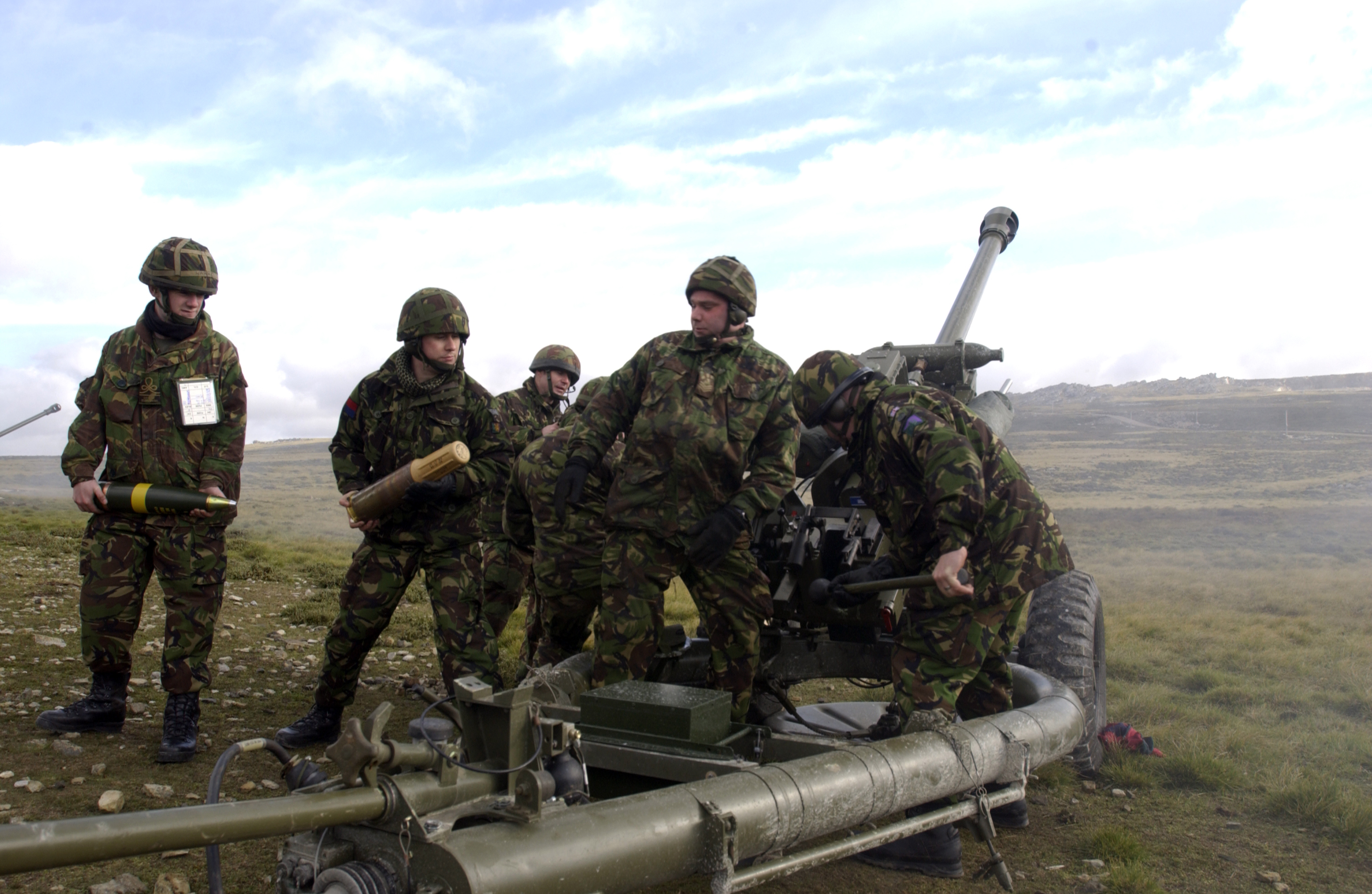
Obsługa (działon) haubicy L118

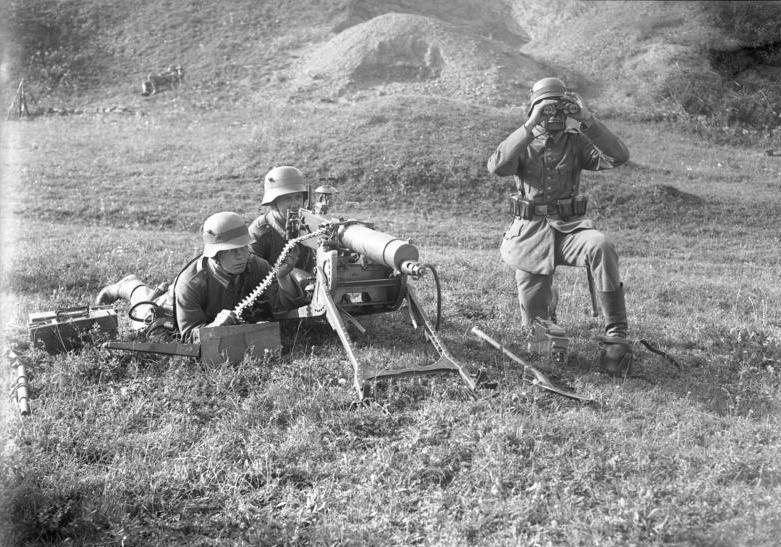
Obsługa (sekcja) karabinu maszynowego MG08

Obsługa – zespół żołnierzy etatowo wyznaczonych do obsługi pojedynczego sprzętu wojskowego (np. broni, pojazdu, przyrządu)

## Charakterystyka
Obsługa przydzielana jest do sprzętu, którego efektywne wykorzystanie wymaga udziału więcej niż jednej osoby (por. broń indywidualna). Podczas użytkowania sprzętu, poszczególni członkowie obsługi pełnią ściśle określone funkcje, do których są wcześniej szkoleni (np. dowódca, celowniczy, ładowniczy, amunicyjny itp.). 
Obsługa zazwyczaj zorganizowana jest w pododdział na poziomie sekcji, drużyny lub działonu.  
Pododdział ten może przykładowo odpowiadać za obsługę:
- zespołowej broni strzeleckiej (np. ciężkiego karabinu maszynowego)
- działa lub wyrzutni rakietowej (np. haubicy, WWR)
- wozu bojowego lub innego pojazdu wojskowego (np. samochodu, transportera opancerzonego)
- Innych przyrządów lub instalacji wojskowych (np. dalmierza, radiostacji itp.)